# بولشویه آکساکوو
بولشویه آکساکوو (انگلیسی: Bolshoye Aksakovo) یک شهرک در شهرستان استرلیتاماکسکی استان باشقیرستان کشور روسیه است.